# Kilburn Park (métro de Londres)
Kilburn Park (en anglais : Kilburn Park tube station ou Kilburn Park Underground Station), est une station de la ligne Bakerloo du métro de Londres, en zone 2 Travelcard. Elle est située sur la Cambridge Avenue, à Kilburn, sur le territoire du borough londonien de Brent, dans le Grand Londres.

## Situation sur le réseau
La station Kilburn Park de la ligne Bakerloo du métro de Londres est située entre la station Queen's Park, en direction du terminus Harrow & Wealdstone et la station Maida Vale en direction du terminus Elephant & Castle. Elle dispose des deux voies de la ligne et de deux quais latéraux numérotés 1 et 2.

Plans de la ligne, du réseau du métro et des transports à Londres
Bakerloo line.
Plan du métro.
Réseaux de Londres.

## Histoire
La station est mise en service le 31 janvier 1915.

## Services aux voyageurs

### Accès et accueil
L'accès principal de la station est situé sur la Cambridge Avenue, à Kilburn.

### Desserte
Kilburn Park est desservie par les rames de la ligne Bakerloo du métro de Londres circulant sur la relation Harrow & Wealdstone (ou Queen's Park)  - Elephant & Castle (ou Paddington).

Installations et desserte
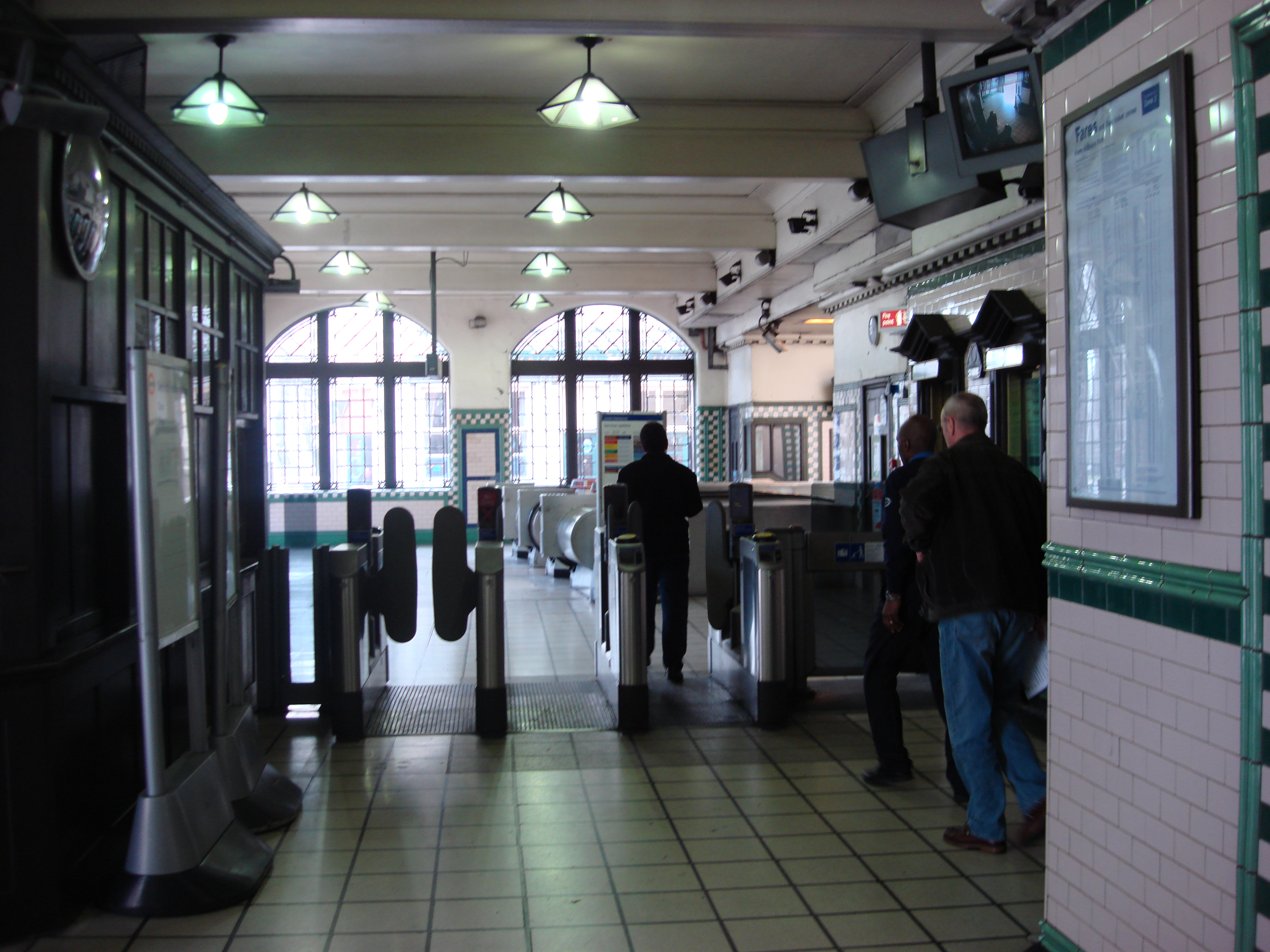
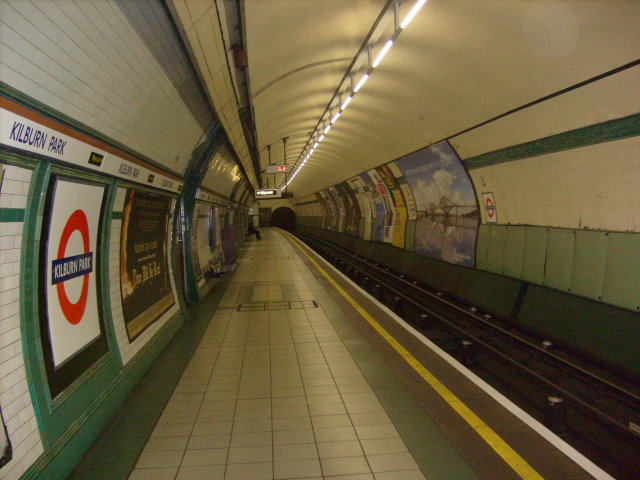
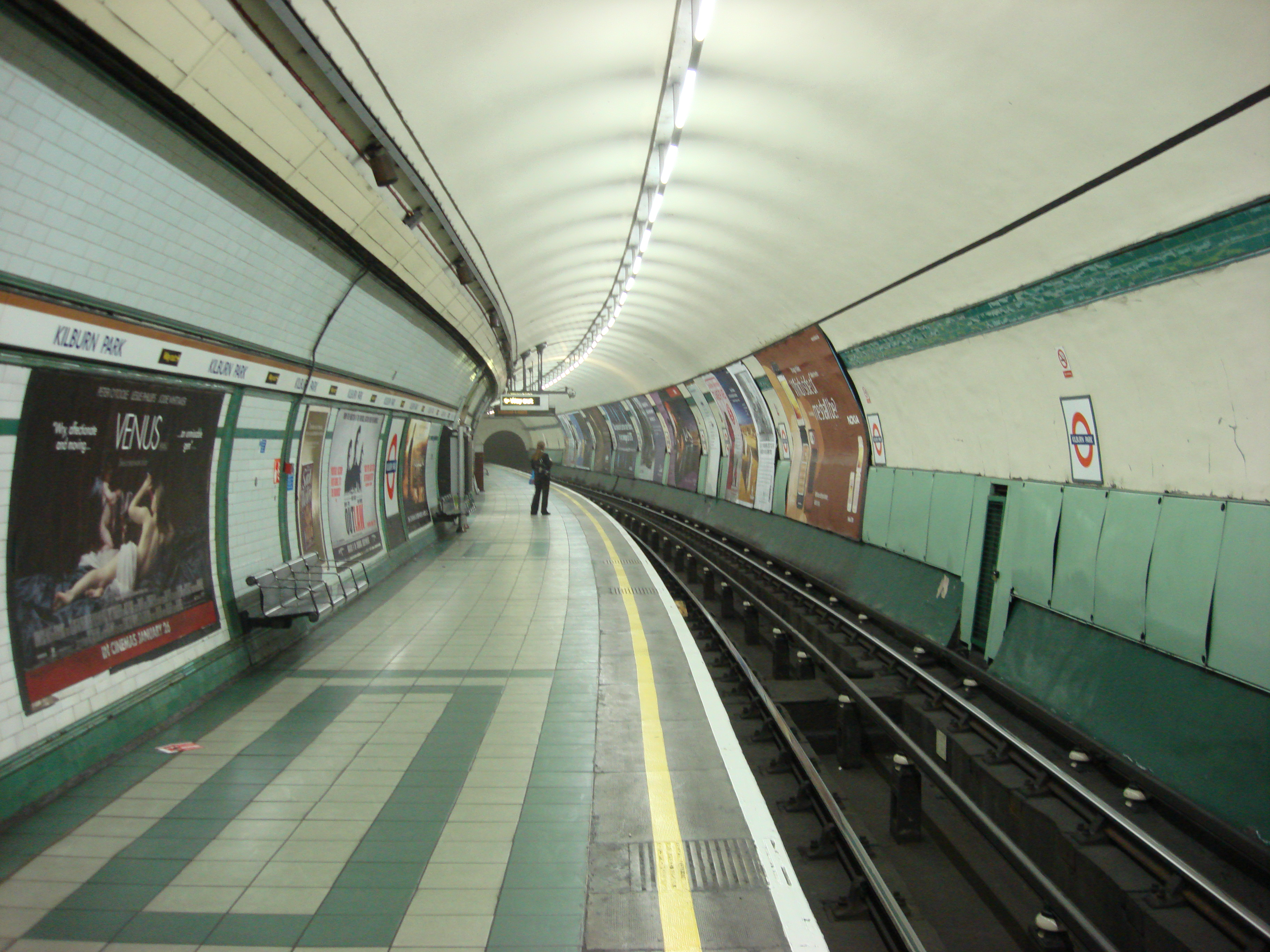

### Intermodalité
La station est desservie par des lignes des autobus de Londres : 31, 32, 206, 316, 328, 632, N28 et N31.

## À proximité
- Kilburn